# ル・プジョル＝シュル＝オルブ
ル・プジョル＝シュル＝オルブ （Le Poujol-sur-Orb、オック語:Lo Pojòl）は、フランス、オクシタニー地域圏、エロー県のコミューン。

## 地理
ル・プジョル＝シュル＝オルブは、オー＝ラングドック地域圏自然公園内に位置する。この中世の村は、カルー山のふもとのオルブ川右岸、川を見下ろす城の周りに建てられた。ル・プジョルはラマルー＝レ＝バンから2km、ベダリューから10km、オラルグから17km、ルジャンから27km離れている。

## 歴史
ル・プジョルは、サン・ピエール・ド・レド教区（現在はラマルー＝レ＝バンの一部）の宗教的見地に従っていた。1600年代、領主はサン・ジャン・レヴァンジェリスト教会を建てた。教会はサン・ジャン・バティスト教会となり、サン・ピエール・ド・レド教区の支所となった。
フランス革命前に、我々はプジョルに依存する集落を見つけることができる。1790年、そのうちのコンブ、フレーズ、ル・ヴェルネ、トルテイヤン、ラ・カプラードの各集落がコンブ・テール・フォンテーヌ・デュ・プジョル（Combes-Terre Foraine du Poujol）の名でコミューンとなった。ル・プジョルは革命の間、小郡の小郡庁所在地だった。この時代、コミューンの市民たちは1791年から革命集会に集まっていた。
1921年2月14日のデクレにより、村は現在の名称となった。

## 人口統計
| 1962年 | 1968年 | 1975年 | 1982年 | 1990年 | 1999年 | 2005年 | 2016年 |
| ------ | ------ | ------ | ------ | ------ | ------ | ------ | ------ |
| 867    | 876    | 826    | 825    | 905    | 890    | 1025   | 1069   |

参照元:1962年から1999年までは複数コミューンに住所登録をする者の重複分を除いたもの。それ以降は当該コミューンの人口統計によるもの。1999年までEHESS/Cassini、2006年以降INSEE

## ギャラリー

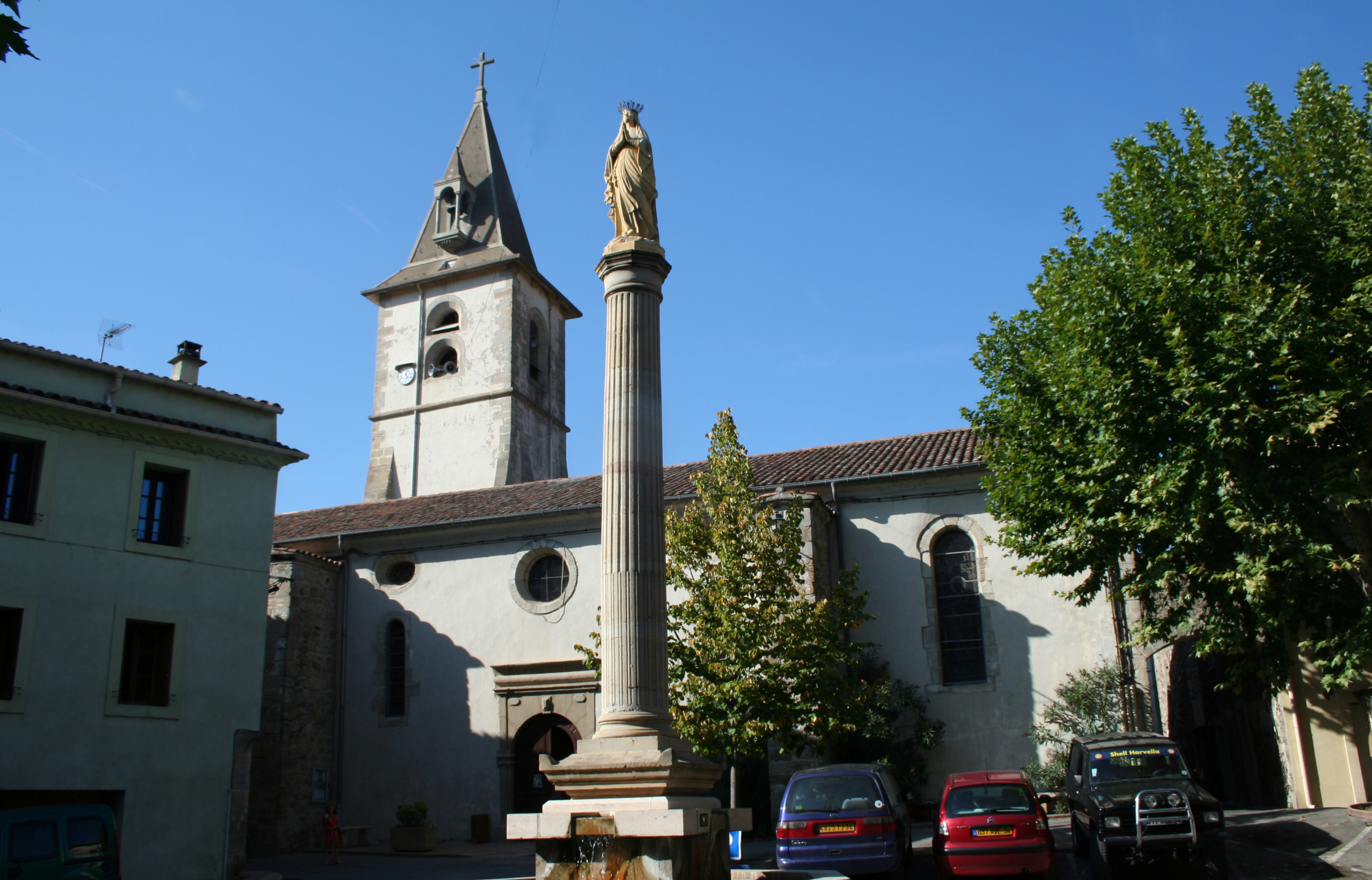
サン・ジャン・バティスト教会
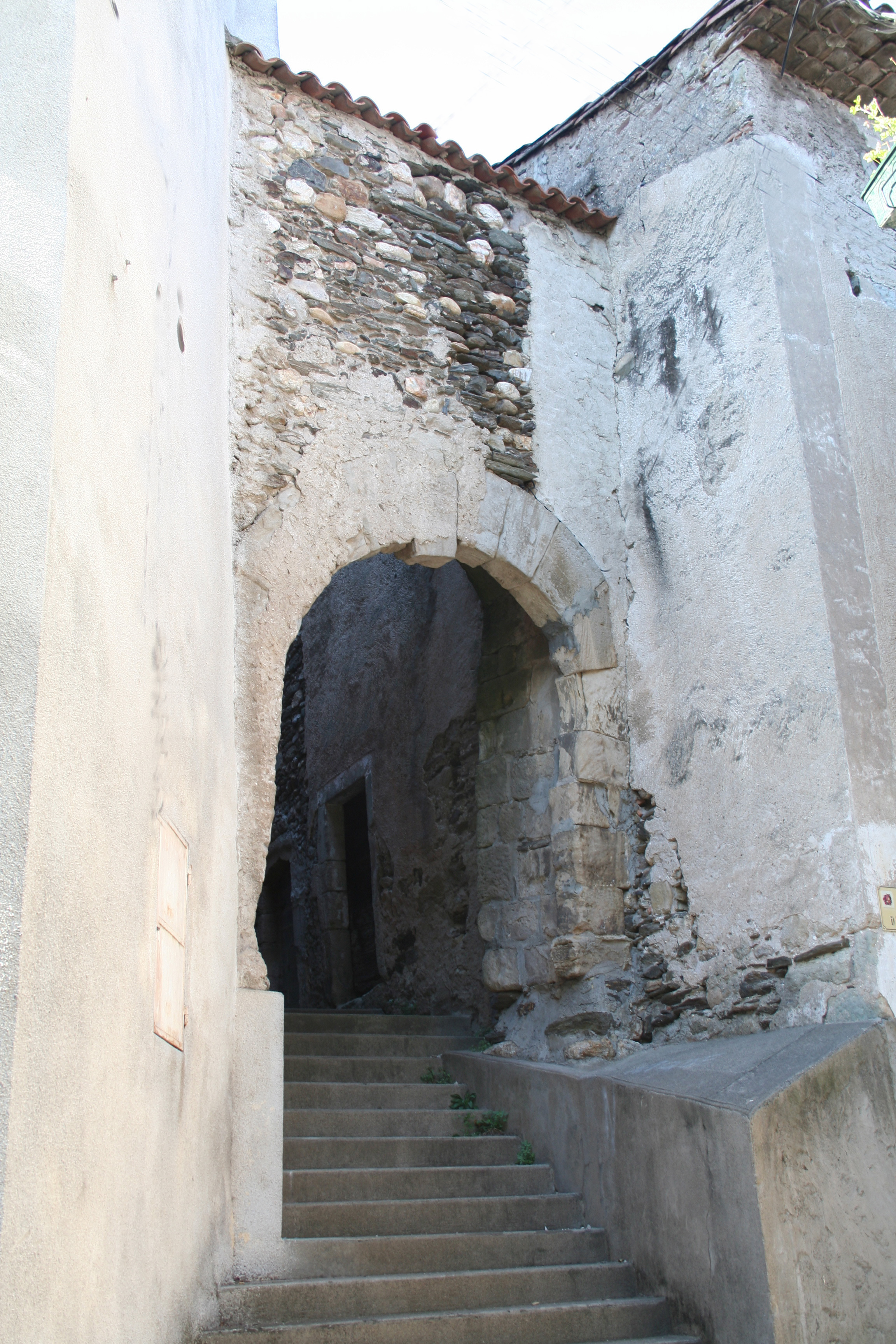
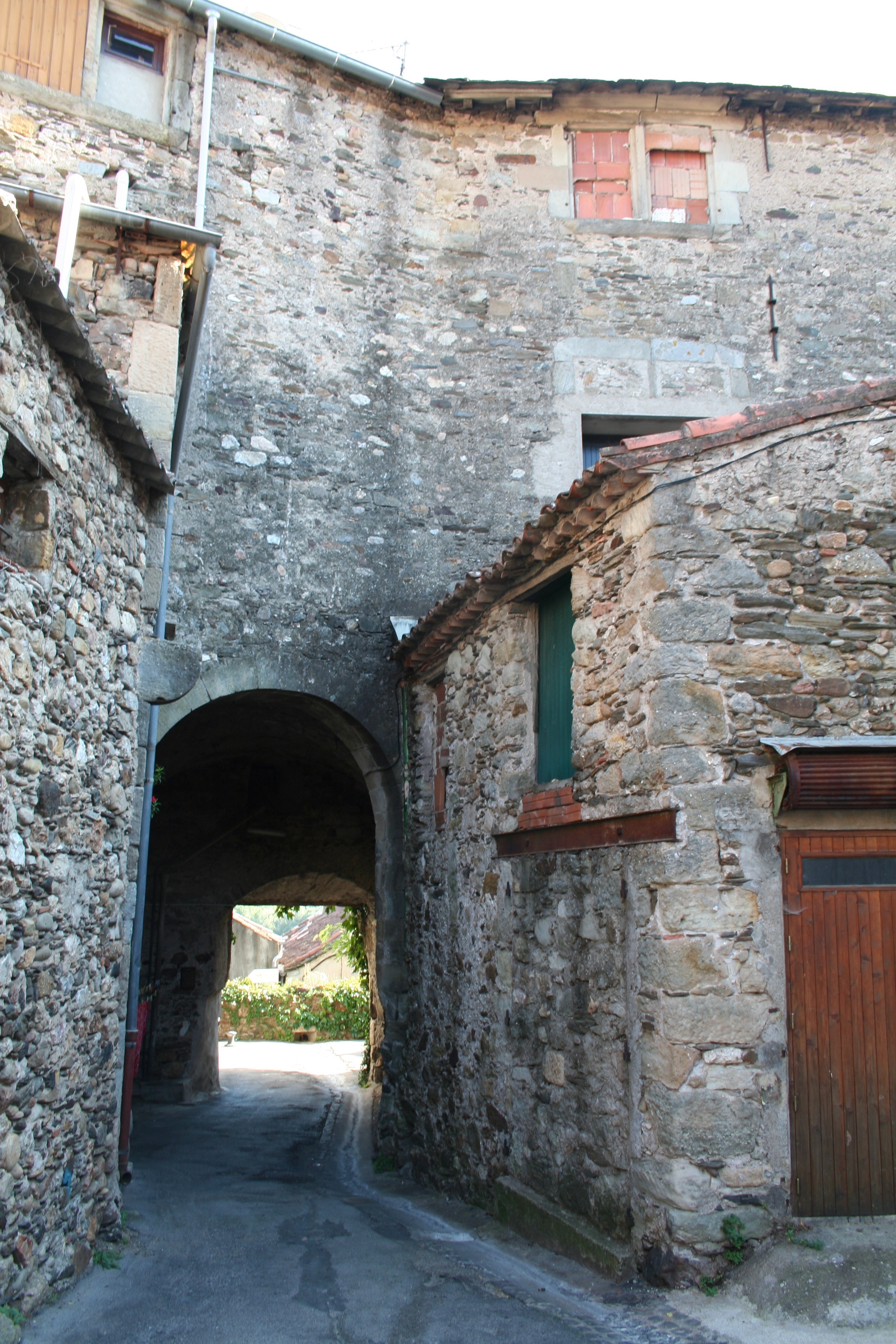
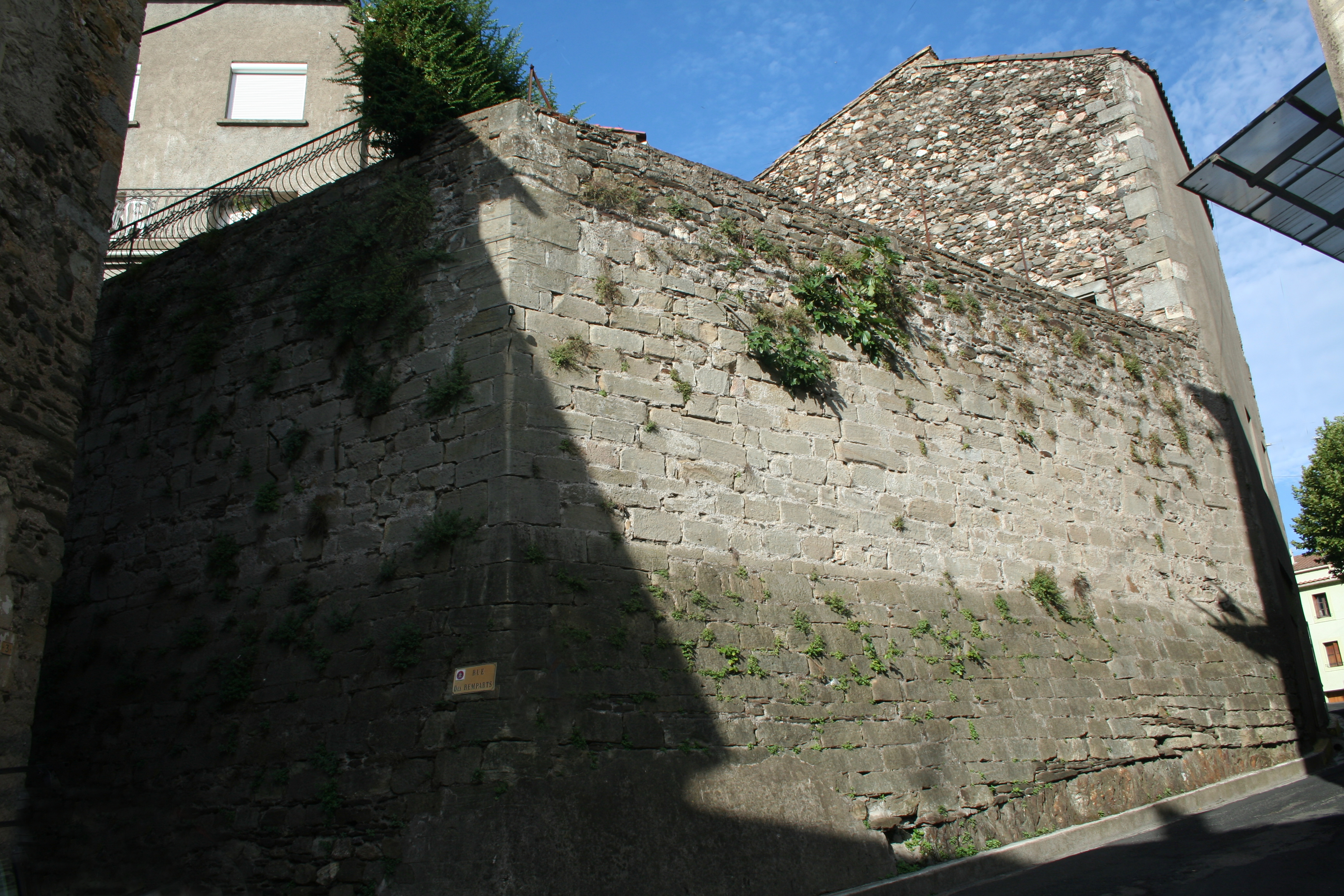
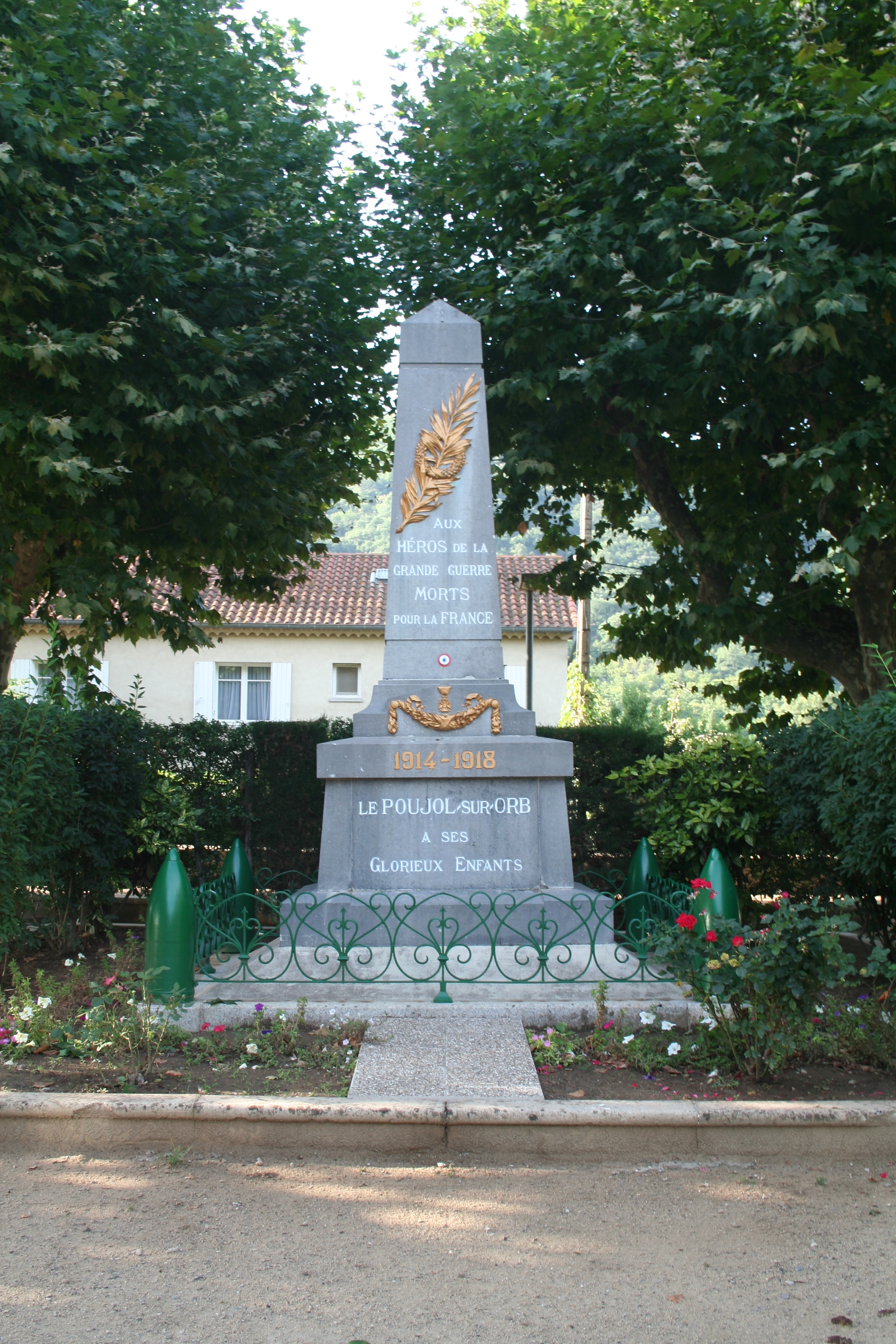